# Over the Garden Wall

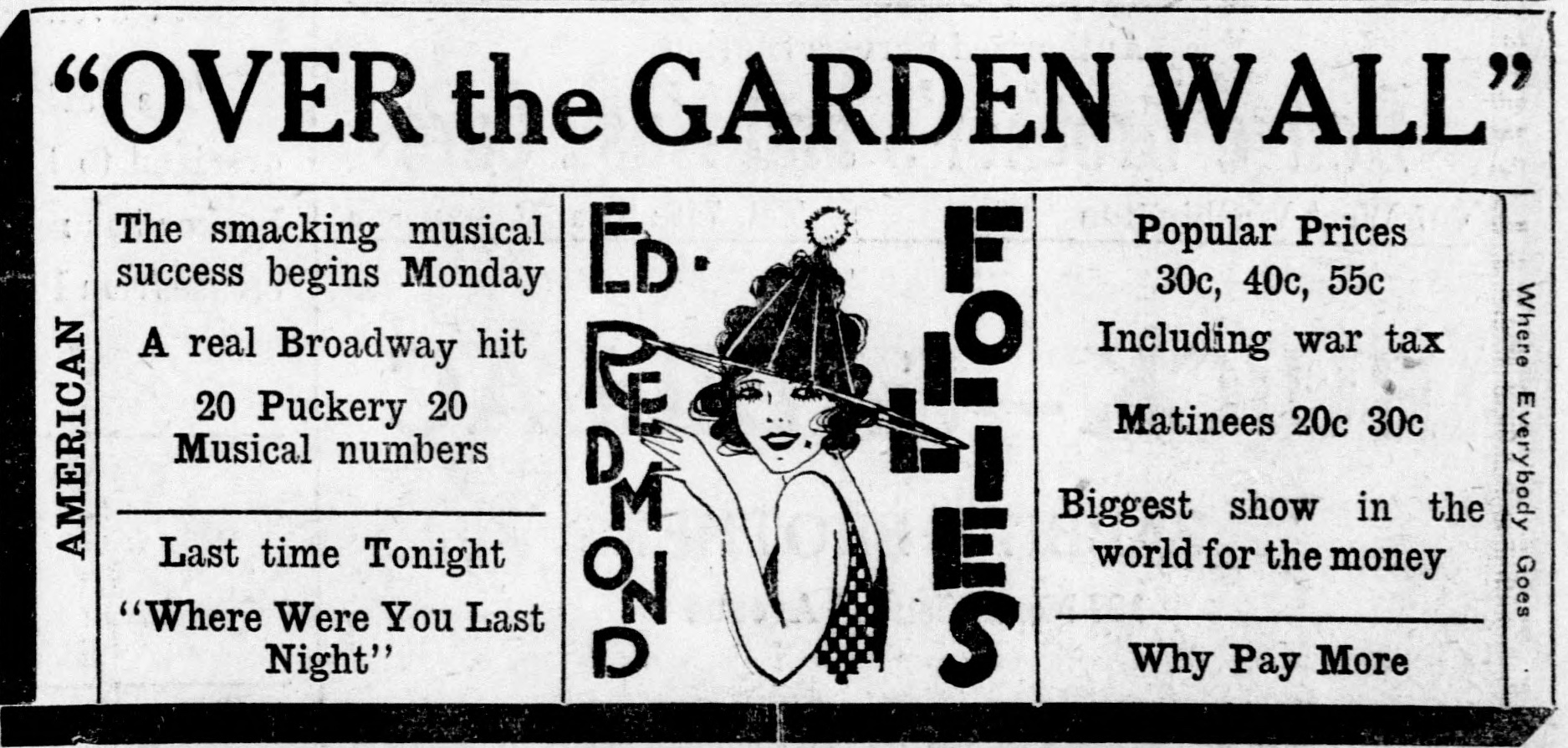
Anunci de la pel·lícula.

Over the Garden Wall és una pel·lícula muda perduda del 1919 del gènere de la comèdia romàntica, produïda i distribuïda per l'empresa Vitagraph Company of America. Fou dirigida per David Smith, el germà d'un dels fundadors de Vitagraph anomenat Albert E. Smith. Bessie Love protagonitza la pel·lícula. Tracta sobre un home jove que s'enamora d'una dona jove després de veure-la "damunt la paret del jardí" i a través d'una raqueta de tenis.

## Repartiment[1]
- Bessie Love: Peggy
- Willis Marks: Matthew Gordon
- Myrtle Reeves: Frances Gordon
- James Blackwell: Julius Caesar Jackson
- Edward Hearn: Stanley Davis
- Truman Van Dyke: J. Hector Greshingham
- Allan Forrest: Peter Morton
- Anne Schaefer: Mrs. Clara Morton
- Jay Morley: Eric Fairchild
- Otto Lederer: James Barstow